# Station Wijhe
Station Wijhe is een station tussen Zwolle en Deventer. Het ligt in de plaats Wijhe aan de Stationsweg. Het station werd geopend op 1 oktober 1866.
Voor het station staat een zogenaamde machinistenbunker uit de Tweede Wereldoorlog, waarin machinist en stoker beschutting zochten bij treinbeschietingen.

## Bediening
In Wijhe stopt de volgende treinserie:
| Serie | Treinsoort     | Route | Bijzonderheden |
| ----- | -------------- | --- | -------------- |
| 3600  | Intercity (NS) | Roosendaal – Breda – Tilburg – 's-Hertogenbosch – Nijmegen – Arnhem Centraal – Dieren – Zutphen – Deventer – Wijhe – Zwolle |                |

De drie laatste Intercity's richting Roosendaal rijden in de late avond niet verder dan Nijmegen. De twee laatsten rijden zelfs niet verder dan Arnhem Centraal.
Ook stopt buurtbus 563 (Wijhe - Raalte) van EBS op dit station.

## Ontwikkeling aantal reizigers
Het aantal door NS vervoerde reizigers (per gemiddelde werkdag) ontwikkelde zich sedert 2019 als volgt:
| Jaar | Aantal reizigers |
| ---- | ---------------- |
| 2019 | 1.259            |
| 2020 | 631              |
| 2021 | 643              |
| 2022 | 873              |
| 2023 | 983              |
| 2024 | 967              |

## Afbeeldingen

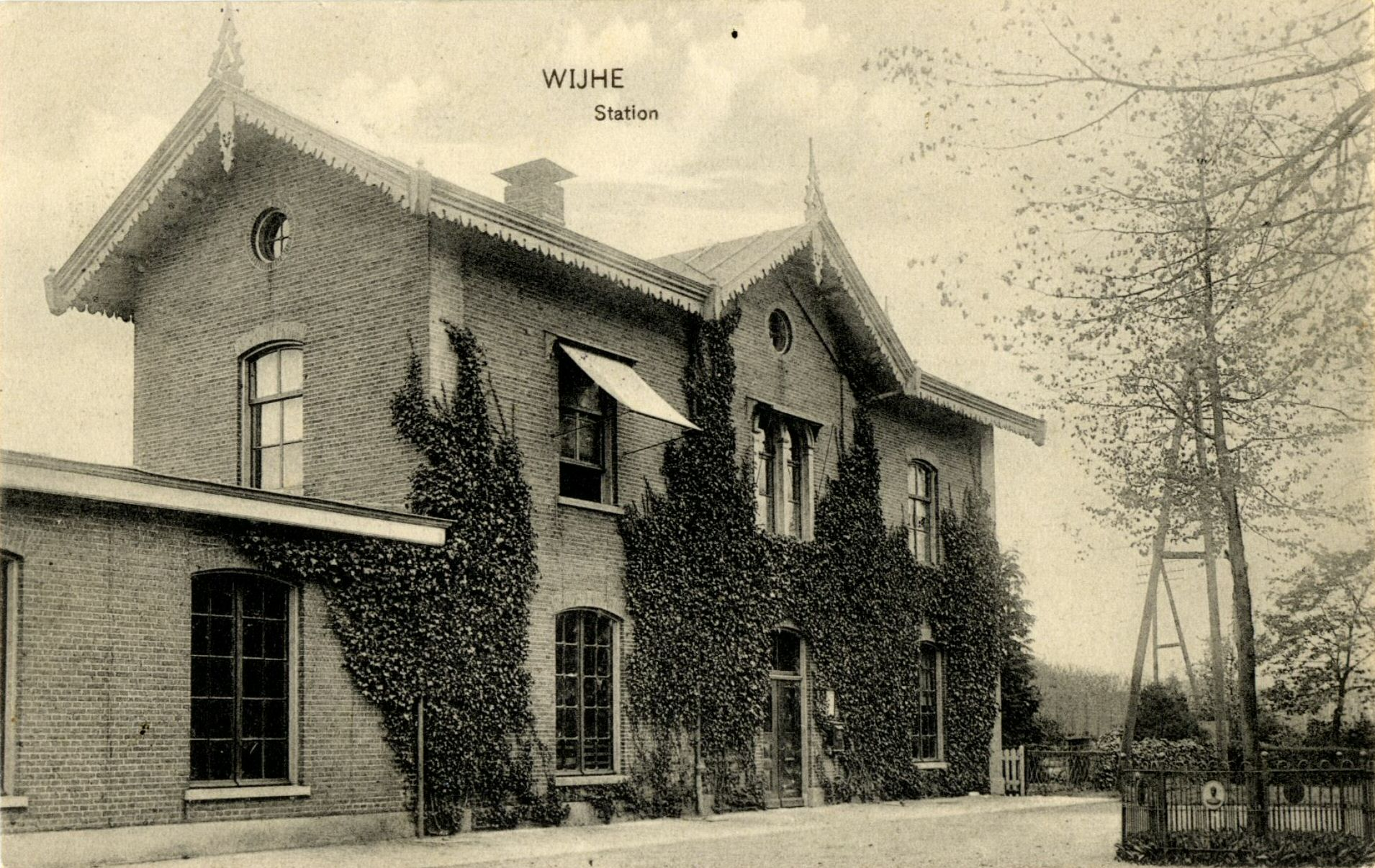
Station Wijhe in 1912
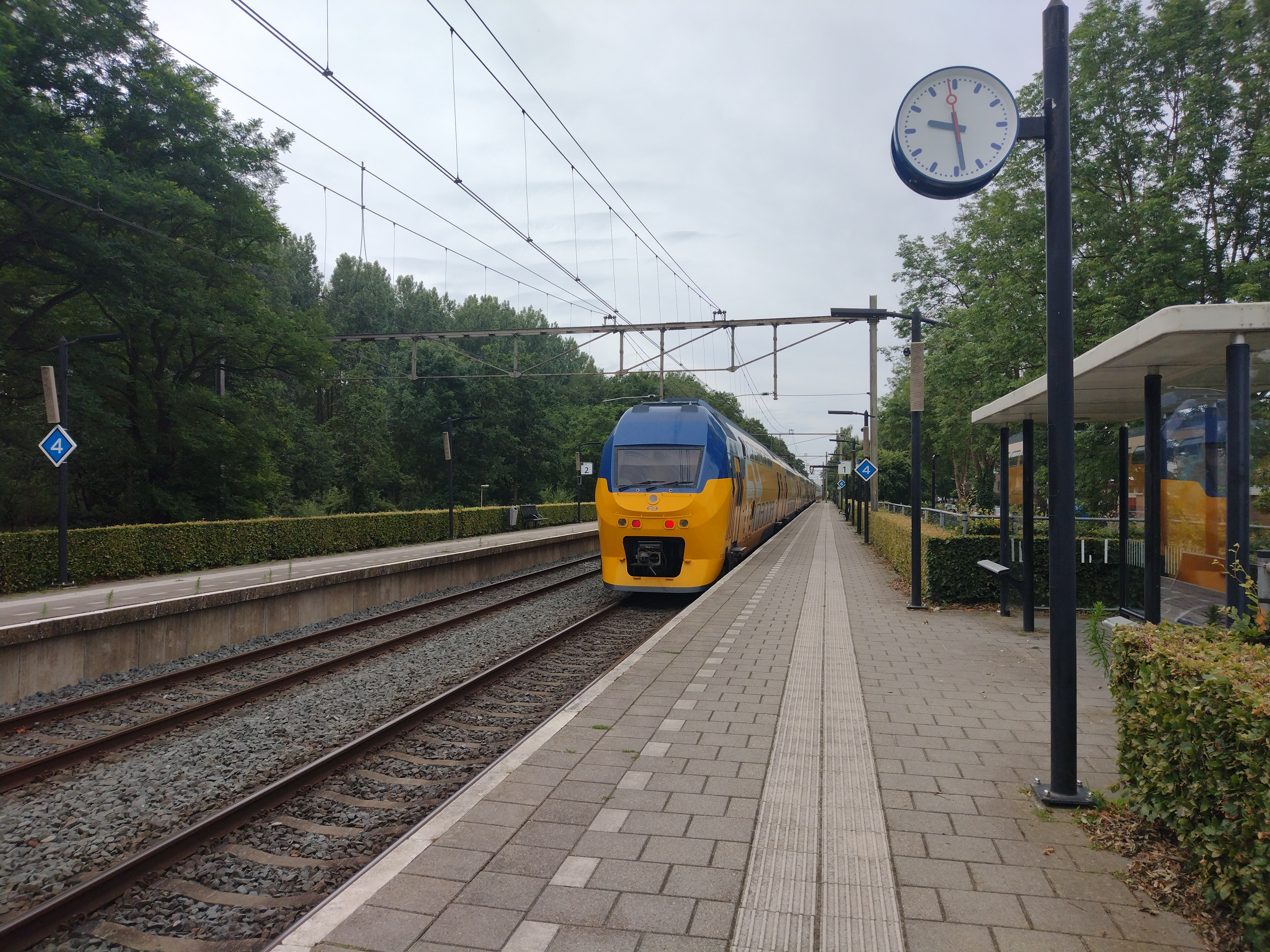
VIRMm2/3 op het station
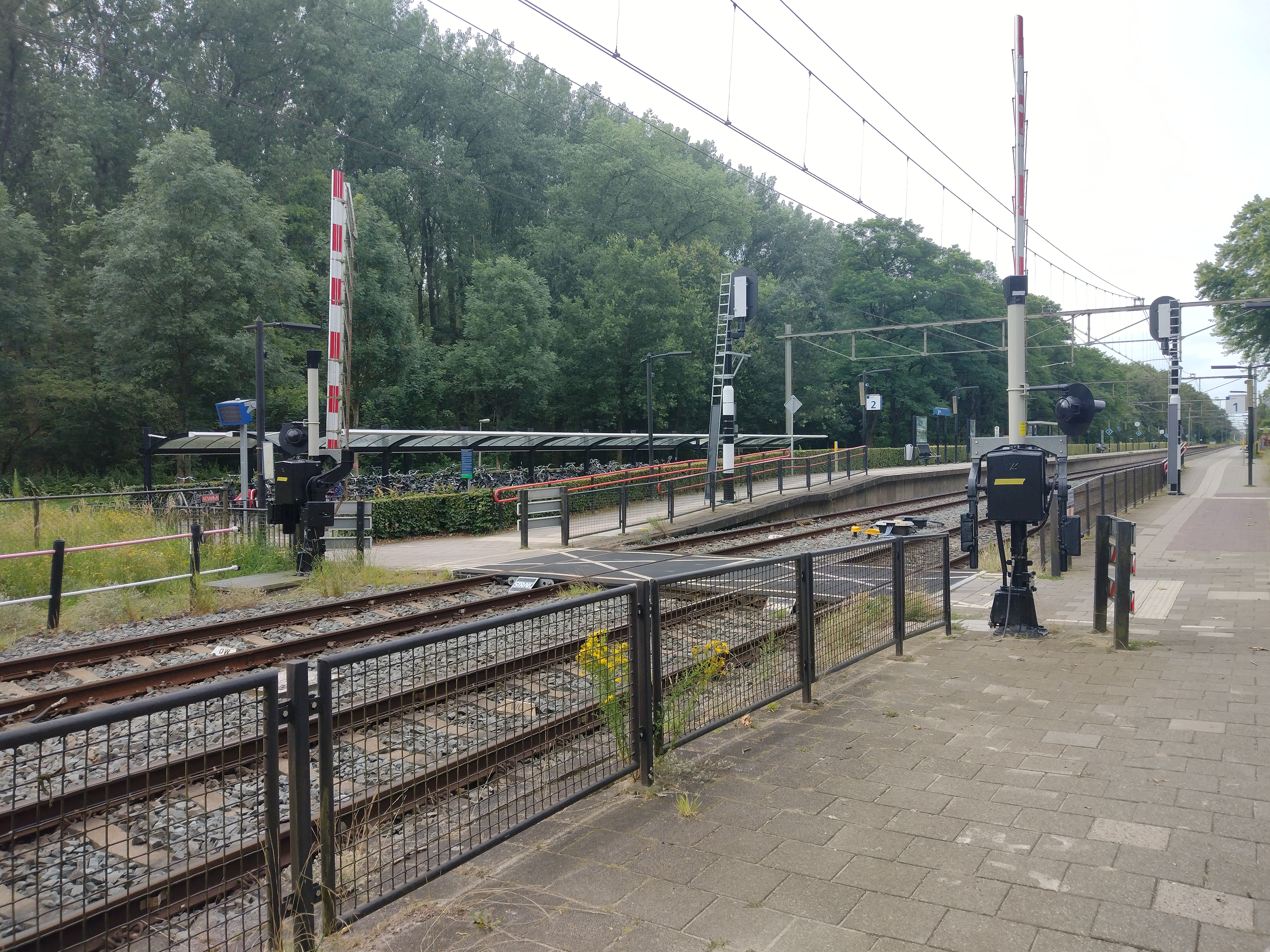
De perrons, met spoorwegovergang

0,0: Arnhem Centraal ·
0,5: Arnhem Velperpoort ·
1,2: Arnhem Presikhaaf ·
1,3: Plattenburg ·
3,2: Café Unie ·
3,9: Hotel Naeff ·
4,2: Velp ·
7,0: Wordt-Rheden ·
8,0: Rheden ·
9,4: De Steeg ·
10,0: Hotel Den Engel ·
10,4: Diepesteeg ·
10,9: Holleweg ·
12,6: Ellecom ·
13,0: Villa Hofstetten ·
14,3: Dieren ·
16,2: Spankeren ·
18,4: Leuvenheim ·
20,3: Brummen ·
21,4: Weg naar Voorst ·
23,1: Het Vosje ·
24,4: Voorstonden ·
26,6: Hoven ·
27,5: Zutphen ·
28,0: Nieuwstad ·
30,2: Hungerink-Mettray ·
31,3: Eefde ·
35,3: Gorssel ·
36,2: Epse ·
40,0: Colmschate ·
40,9: Snippeling ·
43,5: Deventer ·
44,1: Boksbergerweg ·
45,6: De Platvoet ·
47,6: Rande ·
48,3: Diepenveen West ·
50,6: Puinweg ·
51,4: Hoenlo ·
53,1: Olst ·
55,5: Beltenweg ·
56,2: Duurschestraat ·
58,1: De Boerhaar ·
59,0: Bovendorp ·
59,6: Wijhe ·
62,8: Wijnvoorden ·
64,0: Herxen ·
65,5: Windesheim ·
68,0: Herculo ·
71,4: Ittersum ·
73,5: Zwolle ·
81,5: Berkum ·
88,0: Dedemsvaart ·
95,5: Staphorst ·
100,7: Meppel ·
106,3: Nijeveen ·
114,5: Steenwijk ·
120,0: Willemsoord ·
122,5: Peperga ·
127,0: Wolvega ·
134,6: Oudeschoot ·
134,6: Heerenveen IJsstadion ·
137,1: Heerenveen ·
143,7: Stobbegat ·
148,8: Akkrum ·
153,7: Grou-Jirnsum ·
158,1: Idaard-Roordahuizum ·
159,9: Wirdum ·
166,2: Leeuwarden
Almelo · 
-De Riet · 
Borne · 
Daarlerveen · 
Dalfsen · 
Delden · 
Deventer · 
-Colmschate · 
Enschede · 
-De Eschmarke · 
-Kennispark · 
Glanerbrug · 
Goor · 
Gramsbergen · 
Hardenberg · 
Heino · 
Hengelo · 
-Gezondheidspark ·
-Oost · 
Holten · 
Kampen · 
-Zuid ·
Mariënberg · 
Nijverdal · 
Oldenzaal ·
Olst · 
Ommen · 
Raalte ·
Rijssen · 
Steenwijk · 
Vriezenveen · 
Vroomshoop · 
Wierden · 
Wijhe · 
Zwolle · 
-Stadshagen
Stations van de Museum Buurtspoorweg:
Haaksbergen · Zoutindustrie · Boekelo

Voormalige stations: zie de lijst van voormalige spoorwegstations in Overijssel